# Orteig-Preis

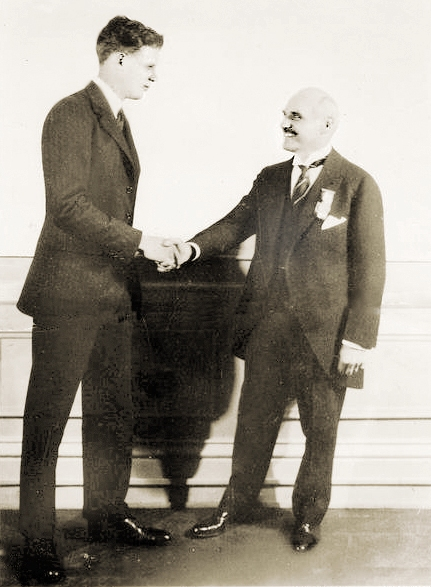
Charles Lindbergh (links) und Raymond Orteig (1927)

Der Orteig-Preis (engl. Orteig Prize) wurde 1919 von dem aus Frankreich stammenden New Yorker Hotelbesitzer Raymond Orteig gestiftet. Das Preisgeld in Höhe von 25.000 US-Dollar (heutiger Wert etwa 392.000 US-Dollar) sollte derjenige bekommen, der als erster Mensch nonstop von New York nach Paris oder andersherum fliegen würde.

## Herausforderer
| Datum              | Bild | Pilot | Flugzeug            | Flugzeit  | Ergebnisse |
| 21. September 1926 |      | Frankreich René Fonck Lawrence Curtin Charles Clavier † Jacob Islamoff †                                                                                                   | Sikorsky S-35       | -         | Fahrwerkskollaps durch Übergewicht beim Start; stürzte in Flammen ab, Am 21. September 1926 brach beim Start vom Roosevelt Field zu einer West-Ost-Überquerung das Fahrgestell der überladenen Sikorsky S-35 des Flugzeugingenieurs Igor Iwanowitsch Sikorski. Von der vierköpfigen Crew Fonck (Pilot), Curtin (Copilot), Clavier (Funker), Islamoff (Mechaniker) kamen Clavier und Islamoff ums Leben. |
| 16. April 1927     |      | Floyd Bennett Richard E. Byrd George Otto Noville | Fokker C-2          | -         | Am 16. April 1927 überschlug sich bei der Landung auf dem Roosevelt Field von einem Testflug kommend die Fokker C-2 von Fokker, die von Richard Evelyn Byrd finanziert worden war. |
| 26. April 1927     |      | Vereinigte Staaten Noel Davis † Stanton Wooster † | American Legion     | -         | Absturz bei Testflug; beide getötet |
| 8. Mai 1927        |      | Frankreich Charles Nungesser † François Coli † | L’Oiseau Blanc      | unbekannt | Auf See verschwunden. Am 8. Mai 1927 starteten Nungesser und Coli in Le Bourget mit ihrer L’Oiseau Blanc genannten Levasseur PL.8. Der Verbleib von Besatzung und Maschine ist ungeklärt. |
| 20. Mai 1927       |      | Vereinigte Staaten Charles Lindbergh | Spirit of St. Louis | 33½ h     | Gewinner |
| 4. Juni 1927       |      | Vereinigte Staaten Clarence Chamberlin (Pilot), Charlie Levine (Passagier)                                                                                                 | Columbia            | 42 h      | Flog Mitte Juni nach Deutschland mit Ziel Berlin, Landung bei Eisleben |
| 1. Juli 1927       |      | Vereinigte Staaten Richard E. Byrd und Crew: Floyd Bennett (bei Testflug verletzt) Bert Acosta (später hinzugekommen), Bernt Balchen (zum Flug angetreten), George Noville | Fokker America      | 40 h      | Flog Ende Juni nach Frankreich; an der französischen Küste notgelandet |

Nach Lindberghs erfolgreichem Flug am 20.–21. Mai 1927 stieg schlagartig das öffentliche Interesse an der Luftfahrt und an der Möglichkeit, als Passagier in einem Flugzeug zu reisen.